# 太陽圏

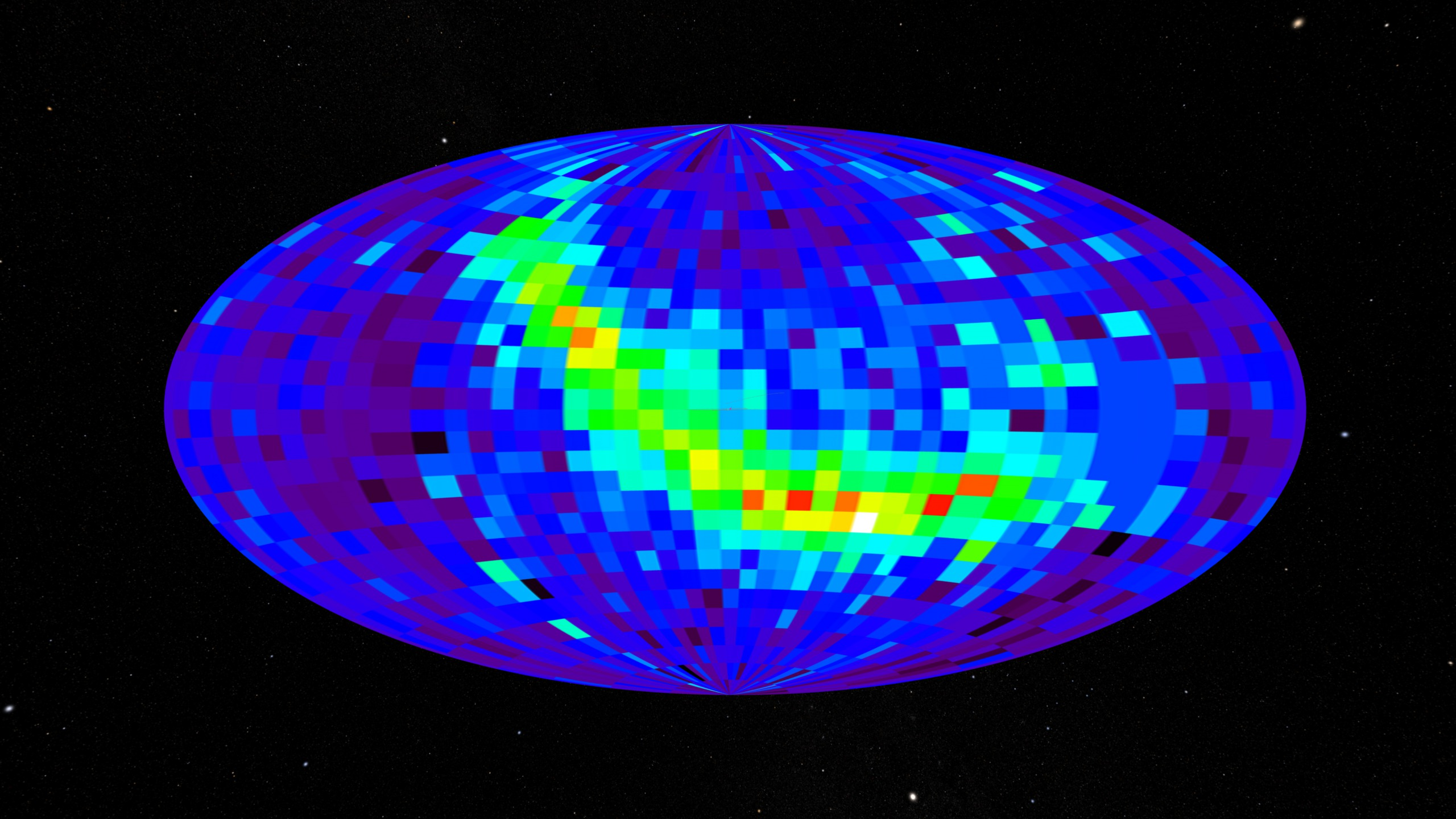
IBEXによるエネルギー中性原子マップ
Credit: NASA/Goddard Space Flight Center Scientific Visualization Studio.

太陽圏（たいようけん）、または太陽系圏（たいようけいけん）、ヘリオスフィア（Heliosphere）は、太陽系の周囲の荷電粒子の泡であり、太陽風の届く範囲の空間である。電気的に中性な原子は太陽圏を通り抜けることができるが、事実上、太陽圏の全ての物質は太陽自身から放出されている。
太陽から半径数百億kmは、太陽風は100万km/h以上の速度で吹く。星間物質と相互作用をし始めると、太陽風の速度は低下し始め、最終的に止まる。太陽風が減速し始める地点は末端衝撃波面と呼ばれ、太陽風は減速しながらヘリオシースを進み、星間物質と太陽風の圧力が平衡になるヘリオポーズに達する。
ヘリオポーズを超えると、星間物質が太陽圏に衝突するようになり、かつてはバウショックと呼ばれる領域が存在すると考えられていたが、IBEXのデータによると、星間物質の中を進む太陽の速度は、バウショックを形成するには小さすぎることが示唆された。また、カッシーニとIBEXのデータから、2009年には挑戦的な「太陽尾」理論が提唱された。ボイジャーのデータからは、ヘリオシースは「磁気バブル」と「よどみ領域」を持つという新しい理論が提唱された。
ヘリオシースの中の「よどみ領域」は、113天文単位から始まることが、2010年のボイジャー1号の観測結果から発見された。ここでは、太陽風の速度は0になり、磁場の強さは2倍になり、銀河からの高エネルギー電子は100倍になる。120天文単位の位置にいたボイジャー1号は、2012年3月から宇宙線の急激な増加を検出し始め、ヘリオポーズに近づいている明らかなサインだと考えられた。

## 太陽風
太陽風は、粒子（コロナから放出されるイオン化された原子）と場（特に磁場）から構成される。太陽は約27日の周期で自転しているため、太陽風によって運ばれる磁場は、螺旋状になる。太陽の磁場の変化は太陽風によって外向きに伝えられ、地球の磁気圏に対しても磁気嵐を引き起こす。

## 構造

### 太陽圏電流シート

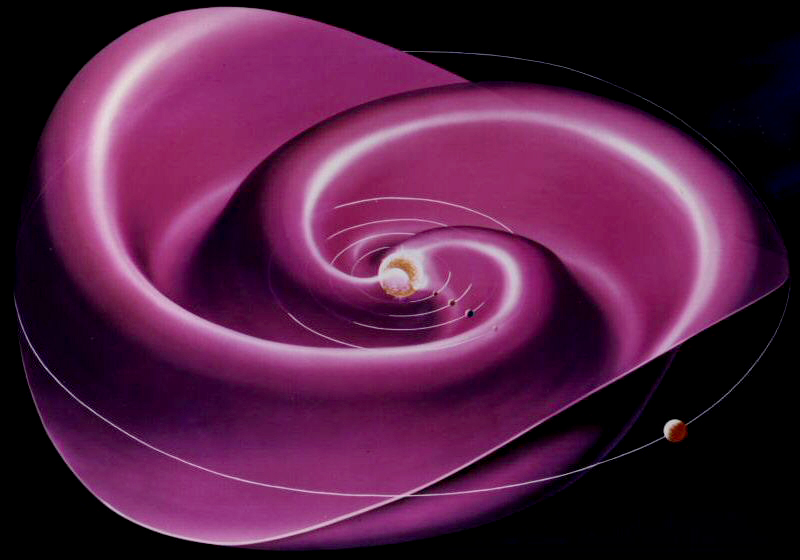
木星の軌道より外側の太陽圏電流シート

太陽圏電流シートは、太陽の回転する磁場によって形成される太陽圏のさざ波である。太陽圏全体に広がり、太陽系で最も大規模な構造だと考えられている。その形は、「バレリーナのスカート」に例えられる。

### 周辺構造
太陽圏の周辺構造は、太陽風と恒星間風の相互作用によって決定される。太陽風は、太陽から全ての方角に数百km/s（地球近傍）の速度で吹き出す。海王星の軌道以遠のある距離で、超音速の太陽風は、星間物質のガスと出会う前に減速される必要がある。これには、いくつかの段階を経る。
- 太陽風は、太陽系内を超音速で進行し、末端衝撃波面で速度が音速以下にまで落ちる。
- 亜音速まで速度が落ちると、太陽風は周囲の星間物質の流れの影響を受け始める。その圧力により、理論的には、彗星のような「太陽尾」を生じる。この領域は、ヘリオシースと呼ばれる。しかし、2009年の観測で、このモデルは誤っていることが示された[4][5]。2011年時点では、磁気の「泡」で満たされていると考えられている[10]。
- 太陽圏が星間物質と出会うヘリオシースの外表面は、ヘリオポーズと呼ばれる。ここが太陽圏の端に相当する。2009年の観測では、このモデルに適合する結果が得られた[4][5]。
- 理論的には、太陽が銀河系を公転すると、太陽圏が星間物質に乱流を生じさせる可能性がある。星間物質に対する太陽圏の圧力によって生じる乱流の領域は、バウショックと呼ばれる。しかし、IBEXのデータで、星間物質の中を進む太陽の速度が遅いため、バウショックは形成されないことが示唆された[3]。

## 末端衝撃波面

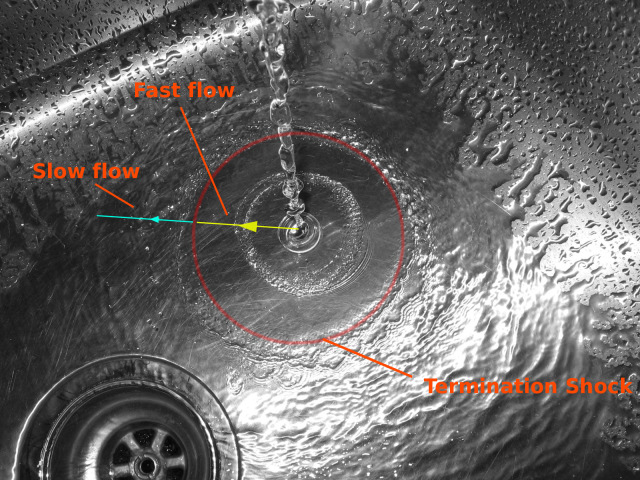
身近なところでは、シンクの跳水で末端衝撃波面が見られる。

末端衝撃波面は、恒星間物質との相互作用によって太陽風の速度が低下し、亜音速になる地点である。これにより、圧縮、加熱、磁場の変化が生じる。太陽系では、末端衝撃波面は、太陽から75から90天文単位の距離にあると考えられている。ボイジャー1号は2004年、ボイジャー2号は2007年に、太陽の末端衝撃波面を通過した。
星間での音速が約100km/hなのに対して、太陽から放出される太陽風は約400km/hであるため、衝撃波が生じる（実際の速度は、大幅に変動する密度に依存する）。星間物質の密度は非常に小さいが、一定の圧力を持っており、太陽風の圧力は、距離の2乗に比例して減少する。太陽から十分に遠くなると、星間物質の圧力が太陽風の速度を音速以下に低下させるのに十分な強さを持ち、衝撃波面を形成する。
太陽から外側に向かうと、末端衝撃波面に続いてヘリオポーズの領域に入る。ここでは、太陽風の粒子は、星間物質によって進行が止められる。
2005年5月、アメリカ地球物理学連合において、カリフォルニア工科大学のエドワード・ストーンは、磁場の変化の状況から、ボイジャー1号が2004年12月に太陽から94天文単位の距離にある末端衝撃波面を通り抜けたと見られると発表した。一方、ボイジャー2号は、2006年5月、太陽からわずか76天文単位の距離で戻ってくる粒子を検出し始めた。これは、太陽圏が北方向に膨らみ、南方向は押しつぶされたような不規則な形をしていることを示している。

## ヘリオシース
ヘリオシースは、末端衝撃波面の先の太陽圏内の領域である。ここでは、太陽風の速度は遅くなり、圧縮され、星間物質との相互作用で攪乱されている。太陽からの距離は、約80から100天文単位である。
別の理論では、ヘリオシースは彗星のコマのような形で、太陽が進む方向の反対側に何倍も長い尾を引いているとされる。風上では、その厚さは10から100天文単位と推定される。しかし、2009年の観測で、このモデルは間違っていることが示された。
ボイジャー1号とボイジャー2号のミッションには、ヘリオシースの観測も含まれている。2010年末、ボイジャー1号は、太陽風の速度が0になるヘリオシースに到達した。2011年には、ボイジャーの観測により、ヘリオシースは滑らかではなく、太陽風と星間物質の衝突でできた幅1億マイルのバブルでできていることが発表された。ボイジャー1号と2号は、それぞれ2007年と2008年からバブル構造の証拠を検出し始めていた。バブルは恐らくソーセージのような形をしており、磁場再結合によって形成される。

## ヘリオポーズ
ヘリオポーズは、太陽からの太陽風の進行が星間物質によって止められる理論上の境界であり、ここでは太陽風は周囲の恒星からの恒星風を押し戻すのに十分な力を持たない。ボイジャー1号は、2014年までにヘリオポーズを通過すると期待されている。ヘリオポーズに到達すると、荷電粒子の温度が急激に下がり、磁場の方向が変化し、宇宙線が増加すると考えられている。2012年5月、ボイジャー1号は宇宙線の急増（2009年1月から2012年1月までに25%増加し、その後1ヶ月ごとに9%の増加）を検出し、ヘリオポーズに近づいていることが示唆され、2012年8月25日、ボイジャー1号が人工物として初めて、ヘリオポーズに到達し、太陽圏外に出たと2013年9月12日にNASAが発表した。

## バウショック

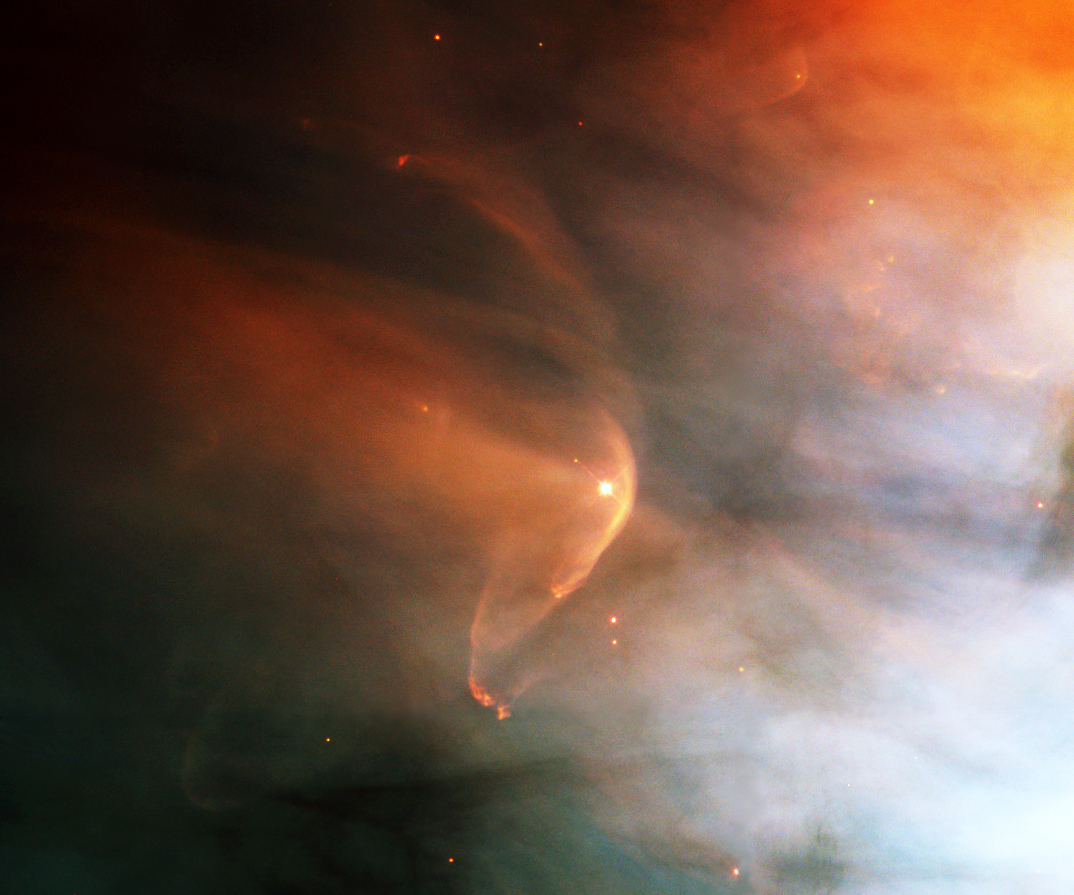
オリオン星雲のオリオン座LL星のバウショック
Hubble, 1995

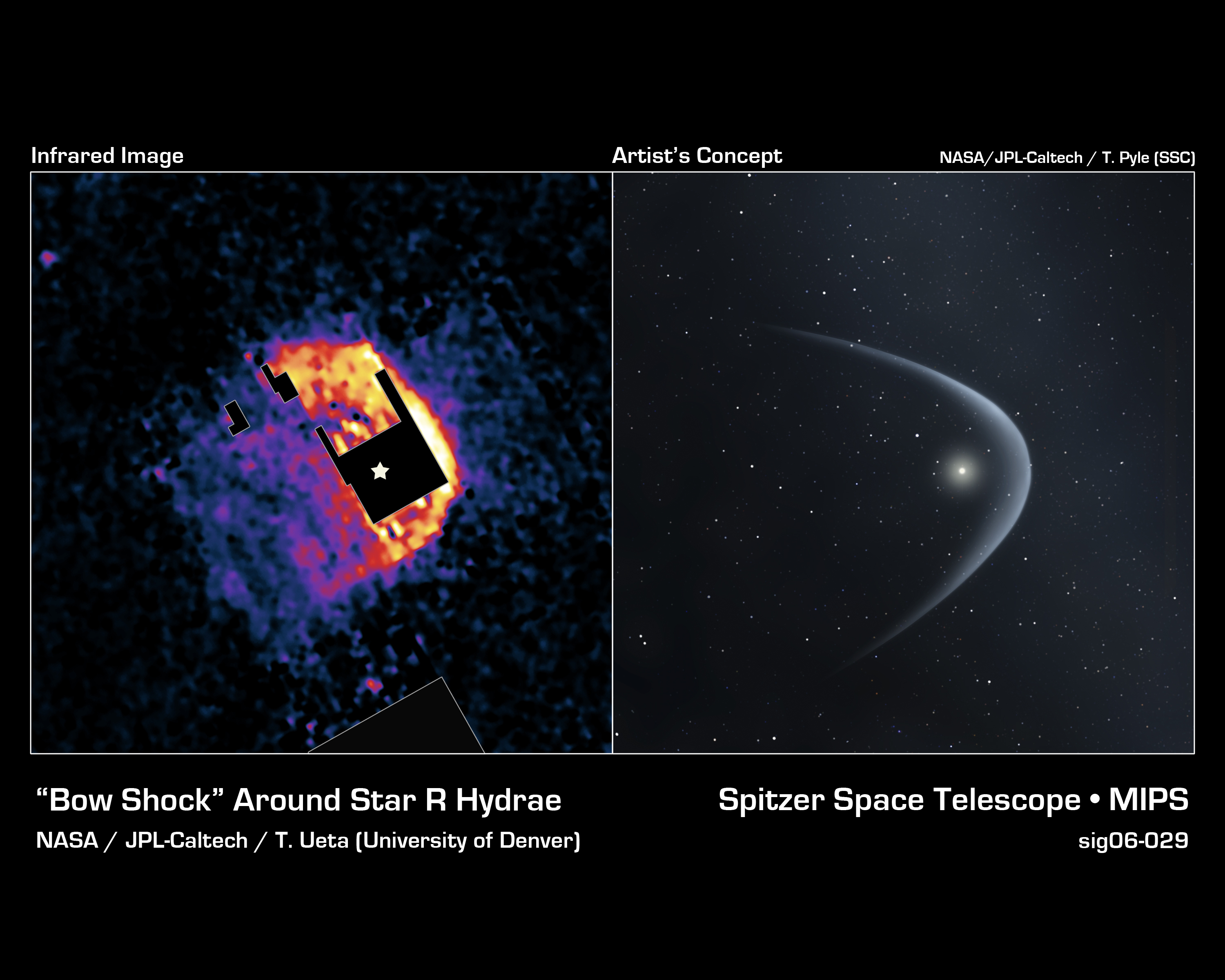
うみへび座R星のバウショックの赤外線画像とイメージ図

2012年、太陽はバウショックを持たないことが確認された。それ以前は、太陽は星間物質内を進行することでバウショックを生じると仮定されていた。バウショックは、星間物質が超音速で太陽に向かってくる場合に形成される。星間風が太陽圏にぶつかると、速度が低下し、攪乱領域を生じる。アメリカ航空宇宙局のRobert NemiroffとJerry Bonnellは、太陽のバウショックは230天文単位の位置にあると信じている。
GALEXによって、太陽系の外側にこの現象が観測された。くじら座の赤色巨星ミラは、彗星状の塵の尾も進行方向のバウショックも持つことが示された。

## 宇宙機による探索

### 初期の探査機
ヘリオポーズまでの正確な距離やその形は、まだ分かっていない。パイオニア10号、パイオニア11号、ボイジャー1号、ボイジャー2号などの惑星間探査機は、太陽系を超え、最終的にはヘリオポーズを通り抜ける。
- ボイジャー1号は、2004年12月中旬に、94天文単位の距離で末端衝撃波面を超え、ヘリオシースに入ったと考えられている[22]。当初は、2002年8月に85天文単位で入ったと言われていたが、現在では時期尚早であったとされている[23]。2012年8月25日に、ヘリオポーズに到達し太陽圏外に出たとNASAが発表した[21]。
- ボイジャー2号は2007年8月30日に84天文単位の距離で末端衝撃波面を超えた[24]。

### カッシーニによる探索
カッシーニの観測データによると、太陽圏は彗星のような形ではなく、バブルのような形をしていることが示唆される。太陽風と星間物質の衝突が起こるだけではなく、エネルギー中性原子のマップによると、粒子の圧力と磁場エネルギーの密度によって、相互作用が制御されていることが示唆されている。